# Spirale du silence

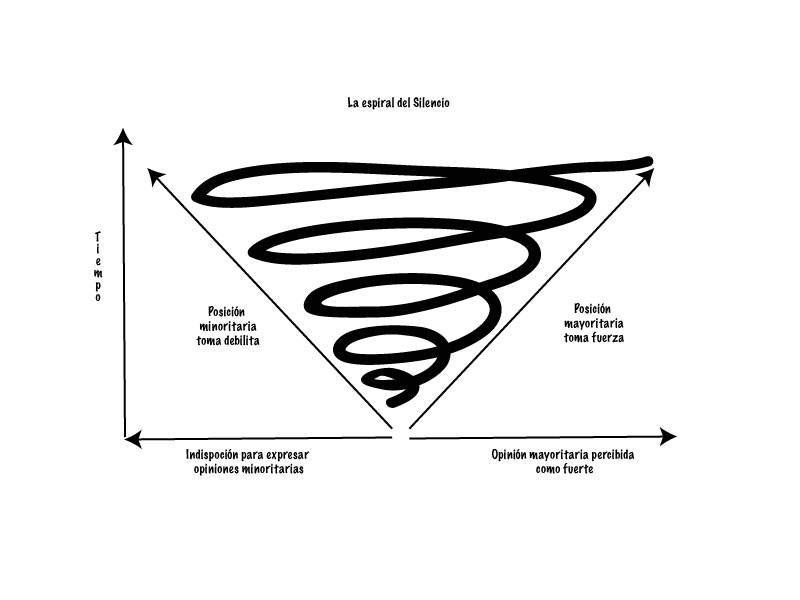
Spirale du silence.

La spirale du silence est une théorie sociologique et de science politique formulée par la sociologue allemande Elisabeth Noelle-Neumann en 1974. Elle s'intéresse à l'influence de l'opinion publique et des médias sur les choix des individus. 

## Théorie
La thèse d'Elisabeth Noelle-Neumann, publiée en 1974, se base sur le constat que l'individu est sensible à son environnement social. Si ses opinions se retrouvent à contre-courant de l'opinion publique, véhiculée par les médias de masse, l'individu, face à la crainte de se retrouver isolé dans son environnement social, aura tendance à taire son avis.

« [L'individu] peut se trouver d'accord avec le point de vue dominant. Cela renforce sa confiance en soi, et lui permet de s'exprimer sans réticence et sans risquer d'être isolé face à ceux qui soutiennent des points de vue différents. Il peut, au contraire, s'apercevoir que ses convictions perdent du terrain ; plus il en sera ainsi, moins il sera sûr de lui, moins il sera enclin à exprimer ses opinions. »

— Elisabeth Noelle-Neumann
Pour vérifier sa théorie, l'auteur étudie notamment les élections de 1972 en République fédérale d'Allemagne (RFA) et démontre un changement radical de l'intention de vote en faveur de l'opinion la plus fortement présentée par les médias, notamment chez les femmes, jugées « en général moins sûres d'elles en matière de politique ».
Elisabeth Noelle-Neumann souligne également que l'individu n'a d'autre solution, pour évaluer le « climat d'opinion » (l'opinion publique qui se dessine), que de recourir aux médias de masse. Elle questionne le rôle de ces derniers, à savoir s'ils anticipent l'opinion publique ou s'ils ne font que la refléter, puis répond : « Selon le mécanisme psycho-social que nous avons appelé « la spirale du silence », il convient de voir les médias comme des créateurs de l'opinion publique. »

## Conditions d’apparition
Selon Glynn (1995), les principales composantes de la spirale du silence sont notamment les suivantes : (1) une question d'intérêt pour le grand public ; (2) l’existence d’un désaccord sur la question ; (3) un sens quasi-statistique qui aiderait un individu à percevoir le climat de l'opinion ainsi qu'à estimer l'opinion de la majorité et de la minorité ; (4) la « peur de se voir isolé » de l'interaction sociale ; (5) la croyance d'un individu qu'une opinion minoritaire (ou « différente ») entraîne un isolement par rapport aux autres ; et (6) un groupe de personnes « irréductibles » dont les opinions ne sont pas affectées par celles des autres.

## Critique du modèle
Les recherches indiquent que les gens craignent davantage l'isolement dans les petits cercles sociaux qu’ils fréquentent que dans la population en général. Au sein d'une nation élargie, on peut toujours trouver un groupe de personnes partageant nos opinions, et les gens craignent davantage l'isolement de leur famille et de leurs amis proches que de s’écarter de l’opinion majoritaire du pays. Des recherches ont démontré que cette peur de l'isolement par rapport aux proches est plus forte que la peur d'être isolé de l'ensemble de la population, tel que conceptualisé par cette théorie.